# Slavoljub Đorđević
Pour les articles homonymes, voir Đorđević.
Slavoljub Đorđević (Djordjevic en français) (né le 15 février 1981 à Belgrade) est un footballeur serbe, évoluant au poste de défenseur. Il mesure 1,83 m pour un poids de 80 kg.

## Carrière entraîneur
- sep. 2020-2021 :  FK Radnik Surdulica
- 2021-mars 2022 :  FK Vojvodina Novi Sad
- jan. 2023-juin 2023 :  FK Radnik Surdulica
- nov. 2023-déc. 2023 :  FK Radnički Niš
- déc. 2024-mars 2025 :  FK Napredak Kruševac